# Idrottsmärke

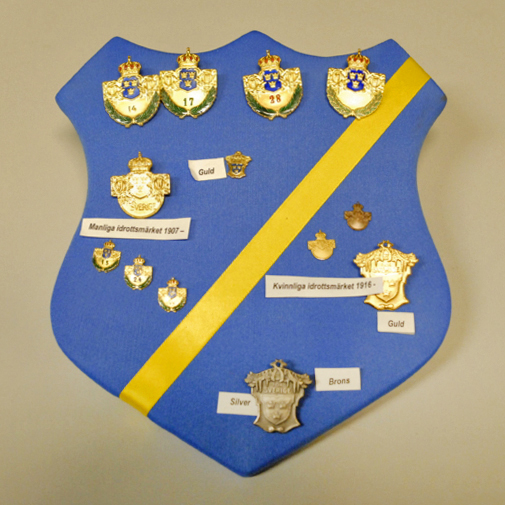
Riksidrottsförbundets idrottsmärke

Die Riksidrottsförbundets idrottsmärke, oder kurz Idrottsmärke, ist ein schwedisches Sportabzeichen, welches im Jahr 1907 geschaffen wurde.

## Geschichte
Emil Löfvenius aus dem Vorstand des schwedischen Reichsverbandes für Leibesübungen (Riksidrottsförbundets), begründete 1907 eine Idrotts-Märke als Abzeichen für sportliche Leistungen. Zunächst konnten nur Männer das schwedische Sportabzeichen erwerben; Frauen seit 1916, männliche Jugend seit 1919 und weibliche Jugend seit 1923.
Die Idrottsmärke wird in Bronze, Silber und Gold vergeben. Bei der ersten Verleihung erhält man die Stufe Bronze; bei der vierten Verleihung Silber und ab der achten Verleihung oder beim Absolvieren der Leistungen mit einem Alter über 32 Jahren Gold.
Der Sportfunktionär Carl Diem lernte die Idrottsmärke bei den Olympischen Spielen 1912 in Stockholm kennen und nahm sie als Vorlage für das Auszeichnung für vielfältige Leistung auf dem Gebiet der Leibesübungen – den Vorgänger des heutigen Deutschen Sportabzeichens.

## Disziplinen
Das schwedische Sportabzeichen wurde in der Zeit seines Bestehens mehrfach überarbeitet. Die Anforderungen im Jahr 1910 waren folgende:
| Gruppe | Disziplinen                                                                                          |
| ------ | --- |
| 1      | 200 m Schwimmen, Gymnastik                                                                           |
| 2      | Hochsprung, Weitsprung                                                                               |
| 3      | 100/400/1500 m Laufen                                                                                |
| 4      | Fechten, Speerwurf, Diskus, Kugelstoßen                                                              |
| 5      | u. a. 10 km Laufen, 1000 m Schwimmen, 20 km Radfahren, Finalteilnahme in einem Bezirksfußballturnier |